# Triepeolus victori
Triepeolus victori är en biart som beskrevs av Genaro 1998. Triepeolus victori ingår i släktet Triepeolus och familjen långtungebin. Inga underarter finns listade i Catalogue of Life.